# Rio Gârliţa
O Rio Gârliţa é um rio da Romênia, afluente do Pârlita, localizado no distrito de Tulcea.